# لی هینی
لی هینی (به انگلیسی: Lee Haney) (زاده ۱۱ نوامبر ۱۹۵۹ میلادی) در ایالت جورجیا بدنساز حرفه‌ای آمریکایی است. او با هشت بار قهرمانی در مسابقات مستر المپیا مشترکاً به همراه رونی کلمن بیشترین عنوان مستر المپیایی بدنسازی تمام دوران شناخته می‌شود. 

## شرح زندگی
لی هینی در خانواده مذهبی مسیحی متولد شد .او برنامه‌ای در شبکه TBN آمریکا با عنوان تناسب اندام با لی هینی دارد.او و همسرش در شهر جورجیا آمریکا زندگی می‌کنند. لی هینی دو فرزند دارد.
در دوران ریاست جمهوری بیل کلینتون او به عنوان ریاست شورای آمادگی جسمانی و ورزش منصوب شد. لی هینی دانش‌آموخته رشته روانشناسی کودک از دانشگاه متودیست جنوبی است.

## آمار
قد : ۱۸۱ سانتی متر
وزن دوران خارج از مسابقه : ۱۱۸ کیلوگرم
وزن دوران مسابقه : ۱۱۲ کیلوگرم

## مقام‌ها و افتخارات
| سال  | مسابقات                                   | مقام   |
| ---- | ----------------------------------------- | ------ |
| ۱۹۷۹ | نوجوانان آمریکا (آماتور)                  | قهرمان |
| ۱۹۷۹ | نوجوانان بلند قد آمریکا (آماتور)          | قهرمان |
| ۱۹۸۲ | جوانان سنگین وزن و اوورال آمریکا (آماتور) | قهرمان |
| ۱۹۸۲ | ملی سنگین وزن و اوورال امریکا (آماتور)    | قهرمان |
| ۱۹۸۲ | جهانی سنگین وزن (آماتور)                  | قهرمان |
| ۱۹۸۳ | جایزه بزرگ انگلستان                       | دوم    |
| ۱۹۸۳ | جایزه بزرگ لاس وگاس                       | قهرمان |
| ۱۹۸۳ | جایزه بزرگ سوئد                           | دوم    |
| ۱۹۸۳ | جایزه بزرگ سوئیس                          | سوم    |
| ۱۹۸۳ | شب قهرمانان                               | قهرمان |
| ۱۹۸۳ | مستر المپیا                               | سوم    |
| ۱۹۸۳ | مسابقات حرفه‌ای جهانی                      | سوم    |
| ۱۹۸۴ | مستر المپیا                               | قهرمان |
| ۱۹۸۵ | مستر المپیا                               | قهرمان |
| ۱۹۸۶ | مستر المپیا                               | قهرمان |
| ۱۹۸۷ | مستر المپیا                               | قهرمان |
| ۱۹۸۷ | جایزه بزرگ آلمان (II)                     | قهرمان |
| ۱۹۸۸ | مستر المپیا                               | قهرمان |
| ۱۹۸۹ | مستر المپیا                               | قهرمان |
| ۱۹۹۰ | مستر المپیا                               | قهرمان |
| ۱۹۹۱ | مستر المپیا                               | قهرمان |